# Neville Anna angol királyné
Anne Neville (Warwick vára, 1456. június 11. – London, 1485. március 6.), születése jogán warwicki grófnő, az első házassága révén walesi hercegné, a második révén pedig angol királyné.

## Élete
Édesapja Richard Neville, Warwick 16. grófja, más néven a ,,Királycsináló" (1428–1471), Richard Neville-nek, Salisbury 6. grófjának (1400–1460) és Alice Montagunak (1407–1462) a fia. Édesanyja Anne Beauchamp (1426–1492), Warwick suo iure grófnője, Richard Beauchamp (1382–1439) és Isabel Despenser (1400–1439) leánya volt.
Egy nővére volt, Izabella, aki IV. Eduárd angol király egyik öccséhez, Yorki György clarence-i herceghez ment hozzá.
Anna 1470. december 13-án az angers-i katedrálisban, politikai indokok miatt feleségül ment a nála három évvel idősebb Westminsteri Eduárd walesi herceghez (1453–1471), VI. Henrik angol király és Anjou Margit királyné egyetlen fiához. Házasságuk rövid ideig tartott, és nem született gyermekük, mivel Eduárdot megölték a tewkesburyi csatában 1471. május 4-én. Anna 42 éves apja már 1471. április 14-én elesett a barneti csatában.
A megözvegyült Anna IV. Eduárd király udvarába került, házi őrizet alá, gyámja pedig Yorki György herceg lett, nővérének férje, aki így elhunyt apósa után Warwick 17. grófja lett, s Anna és Izabella örökségét is ő kezelte onnantól kezdve. Két lehetséges jövő várt rá, vagy erővel zárdába kényszerítik, vagy pedig akarata ellenére hozzáadják valakihez.
Anna egy évvel ez után, 1472. július 12-én férjhez ment Richardhoz, Gloucester hercegéhez a későbbi III. Richárd angol királyhoz, aki 1483-ban került trónra. Házasságukból egyetlen gyermek született: Eduárd 1473–ban, aki még a szülei életében, walesi hercegként halt meg 1484. április 9-én. 1485. március 16-án Anna is meghalt, tüdővészben.
A megözvegyült Richárd nem nősült újra, és 1485. augusztus 22-én 32 éves korában megölték Bosworth Fieldnél. (Egyes korabeli pletykák szerint fia halála után el akart válni Annától, aki több gyermeket már nem szülhetett neki. Feleségül akarta venni saját unokahúgát, Yorki Erzsébet királyi hercegnőt, hátha ő megajándékozza majd egy új örökössel, hiszen a lány édesanyja, Elizabeth Woodville királyné is igen termékeny asszony volt, aki összesen 12 gyermeket szült.)
Koronáját Tudor Henrik richmondi gróf szerezte meg, aki 1485 és 1509 között volt Anglia királya VII. Henrik néven.